# Самоубийство Саула (картина)
Самоубийство Саула — картина Питера Брейгеля (Старшего), написанная в 1562 году. Встречается описание картины как «Самоубийство Саула, или Сражение на горе Гелвуйской» или «Поражение Саула». В основу картины лёг библейский сюжет из Ветхого завета о самоубийстве первого израильского царя — Саула (1Цар. 31:4). «Самоубийство Саула», вместе с ещё тринадцатью полотнами, были собраны императором Рудольфом II и эрцгерцогом Леопольдом Вильгельмом и перевезены в Вену, где сейчас хранятся в Музее искусств.

## История создания
Картина «Самоубийство Саула», предположительно, была написана в Антверпене, поскольку Питер Брейгель (Старший) проживал в этом городе с 1556 года, пока не переехал с семьей в Брюссель в 1563 году. Вместе с «Вавилонской башней» и «Падением Икара», «Самоубийство Саула» являлось частью серии картин библейских сюжетов, в которых порицалась гордыня. Как и большинство его современников, художник изображает древних филистимлян в образе средневековых воинов с оружием, несоответствующим эпохе древнего Израиля. Изображая неисчислимое количество солдат, Питер Брейгель (Старший) придаёт драматизм ситуации и подчеркивает безысходность для царя Саула. Поэтому, именно войско филистимлян занимает доминирующее положение в сюжете картины, а царю Саулу и его оруженосцу отведена лишь малая часть пространства в левом нижнем углу. Подражая картине Альберта Альтдорфера «Битва Александра при Иссе» (1529), автор использует ту же манеру передачи события видом сверху, изображая ещё намного выше. Большое внимание было отведено передаче самых мелких деталей, таких, как части доспехов и сооружения на заднем плане.

## Сюжет картины
Саул был первым царем израильского народа и полководцем израильского войска. Он был избран Богом на царствование и помазан пророком Самуилом. Во время своего правления во всем слушался воли Бога и вёл череду войн с моавами, аммонами, идумеянами и филистимлянами. Постепенно, рассорившись с пророком Самуилом и отходя от заповедей Бога, Саул лишается священного покровительства и впадает в помрачение рассудка. Во время решающей битвы у горы Гелвуйской он призывает о помощи у Бога, но последний отвергает его и израильские воины терпят разгромное поражение. Саул, будучи раненым стрелами, обращается к своему оруженосцу с просьбой убить его, чтобы не попасть в плен к филистимлянам. Однако его просьба не была выполнена, и царь совершает самоубийство, проткнув себя мечом.